# Teddy Parker
Teddy Parker, gebürtig Claus Herwig (* 17. April 1938 in Brünn, Tschechoslowakei; † 17. Juni 2021), war ein deutscher Schlager- und Volksmusik-Sänger sowie Radiomoderator.

## Leben
Teddy Parker wuchs zunächst in Brünn auf, kam aber nach dem Zweiten Weltkrieg und der Vertreibung der Deutschen aus der Tschechoslowakei mit seinen Eltern nach Bamberg. 1955 zog er nach München. Während der Schulzeit nahm er Gesangsunterricht. Nach dem Abitur studierte er Rechtswissenschaften. 1957 gewann er einen Nachwuchswettbewerb und bekam einen Schallplattenvertrag bei dem Label Tempo. Er besang als Imitator von Stars wie Frank Sinatra, Peter Alexander und Peter Kraus Schallplatten, wobei er mehrere Pseudonyme (Ralph Herwig, Bernd Anderson, Bobby Stern, Jimmy Fields, Johnny) verwendete.
Nach dem Staatsexamen bekam er einen zweiten Schallplattenvertrag. So entstand 1960 die erste Single unter seinem bürgerlichen Namen Claus Herwig. Diese eröffnete ihm seine eigene Gesangskarriere. Im gleichen Jahr stand er erstmals vor der Filmkamera in dem Spielfilm Schlagerparade 1960. Es folgten die Filme Immer will ich dir gehören (1960) und Davon träumen alle Mädchen (1961).
1961 sang er mit Leonie Brückner beim Deutschen Schlager-Festival in Wiesbaden die Titel Musikanten der Liebe und Abends in Madrid. Dann nahm er bei verschiedenen Plattenfirmen Titel auf, bis er schließlich unter seinem heute bekannten Namen Teddy Parker bei Telefunken 1962 seine erste Single Muli Mexicano veröffentlichte. Dann kam der erste große Erfolg. 1963 war der Titel Nachtexpress nach St. Tropez mehrere Wochen in den Charts vertreten. Es folgten weitere Titel sowie 1963 ein weiterer Filmauftritt in dem Musikfilm … denn die Musik und die Liebe in Tirol unter der Regie von Werner Jacobs.
Dann wurde es etwas ruhiger um Parker als Sänger. Anfang der 1970er Jahre wurde er Redakteur beim Bayerischen Rundfunk sowie Diskjockey in der Sendung Club 16 um 17. Dann gelangen ihm mit den Titeln  Wie eine Ladung Dynamit  und   Du, ich habe mein Herz verloren  zwei weitere Hits, die ihm 1971 Auftritte in der ZDF-Hitparade einbrachten. 1972 nahm er an der deutschen Vorentscheidung zum Eurovision Song Contest mit  Ich setze auf dich  teil, bei der er den vorletzten Platz erreichte.
Dann begann Teddy Parker auch selbst zu komponieren. Mit Titeln wie Wie ein Bumerang und Fang noch einmal an mit mir rief sich der Sänger für kurze Zeit wieder in Erinnerung. Parker arbeitete weiter als Redakteur und Moderator.
Mitte der 1980er Jahre begann er schließlich volkstümliche Lieder zu singen und hatte erneut Erfolge. Titel wie Jeder Tag ist ein Geschenk, Eine Tür steht immer offen oder Ein Mutterherz soll niemals weinen gehören bis heute zu den Dauerwunschliedern volkstümlicher Sendungen. Seither war er auch immer wieder Gast in verschiedenen Fernsehsendungen, so in der Versteckten Kamera des ZDF mit Tommy Ohrner als vermeintlicher Lockvogel.

## Ehrungen
- Goldene Stimmgabel 1987

## Diskografie

### Alben
- 1985: Volkstümliches Wunschkonzert mit Teddy Parker
- 1996: Nachtexpress nach St.Tropez
- 1996: Die Stimme des Herzens
- 1998: Heimat deine Sterne
- 2004: Ein Lied für dich

### Singles
- 1963 Nachtexpress nach St. Tropez
- 1963 Hätt' ich ein weißes Sportcoupé
- 1963 Baby ich hol dich von der Schule ab
- 1963 In Copacabana
- 1964 Sieben Tage ohne Susi
- 1965 Oho Renata / Ein schönes Mädchen so wie du
- 1971 Wie eine Ladung Dynamit
- 1971 Du, ich habe mein Herz verloren
- 1973 Ihr Name war Carmen
- 1990 So weit von daheim
- 1990 Jeder Tag ist ein Geschenk
- 1990 Für ein kleines Gebet
- 1992 Eine Tür steht immer offen
- 1994 Ein Mutterherz soll niemals weinen
- 1996 Zuerst kommst Du

## Filmografie
- 1960: Schlagerparade 1960
- 1960: Immer will ich dir gehören
- 1961: Davon träumen alle Mädchen
- 1963: Übermut im Salzkammergut
- 1963: … denn die Musik und die Liebe in Tirol
- 1964: Die drei Scheinheiligen
- 1964: Holiday in St. Tropez
- 1965: Ich kauf mir lieber einen Tirolerhut
- 1995: Zum Stanglwirt (Folge 33)